# Jean-Paul Laurens

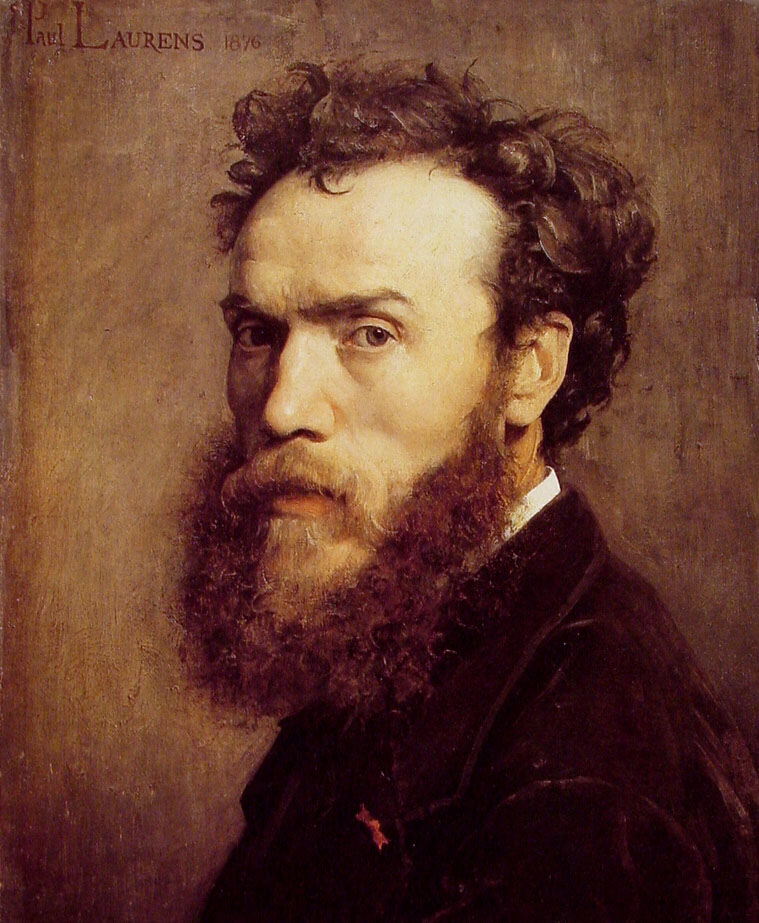
Zelfportret, 1876

Jean-Paul Laurens (Fourquevaux, 28 maart 1838 - Parijs, 23 maart 1921) was een Frans schilder en beeldhouwer.
Hij was een leerling van Léon Cogniet en Alexandre Bida. Laurens kreeg de opdracht om verscheidene werken te schilderen voor de Derde Franse Republiek, waaronder het stalen gewelf van het Parijse stadhuis, de monumentale reeks over het leven van Genoveva van Parijs in de apsis van het Pantheon, het versierde plafond van het Odéon Theater en de hal van hooggeplaatste burgers in het capitool van Toulouse. Hij creëerde ook illustraties voor Augustin Thierrys' Récits des temps mérovingiens.
Laurens was professor aan de École des Beaux Arts in Parijs, waar hij onder meer les gaf aan André Dunoyer de Segonzac en George Barbier. Twee van zijn zonen, Paul Albert Laurens (1870 - 1934) en Jean-Pierre Laurens (1875 - 1932), werden eveneens schilders en leraren aan de Académie Julian.
Zijn werk wordt vaak gekenmerkt door historische en religieuze thema’s, waarmee hij zijn sterke afkeer tegen de gevestigde kerkelijke macht en monarchie wilde uitdrukken. Hoewel hij in zijn tijd bewonderd werd om zijn kennis van onderwerpen en kennis van kunstenaarstechnieken is zijn status als kunstenaar in de loop van de tijd sterk afgenomen. Grootste kritiekpunt werd de wijze waarop hij historische gebeurtenissen weergaf: deze werd als te somber en te melodramatisch omschreven.

## Oeuvre
In veel van zijn werk staat de “dood” centraal, waarbij de dood als politiek statement wordt aangevoerd. Voorbeelden hiervan zijn:
|  | * Le Pape Formose et Etienne VII ( Musée des Beaux-Arts, Nantes) Het doek verbeeldt het moment uit de Kadaversynode, een kerkelijke rechtszaak in 897 waarin de overleden paus Formosus ter verantwoording wordt geroepen voor zijn daden. Links van de pauselijke troon staat een geestelijke, die namens de overleden paus het woord deed. Het schijnproces zou de geschiedenis ingaan als een van de dieptepunten van de geschiedenis der pausen.         |
|  | * Les Derniers moments de Maximilien, Empereur du Mexique (Hermitage, St. Petersburg) De afbeelding toont het afscheid nemen van de keizer vlak voordat hij werd gefusilleerd. De aartshertog Maximiliaan van Oostenrijk was keizer over het Midden-Amerikaanse land van 1864 tot aan 1867. Aanvankelijk werd hij gesteund door de Mexicaanse monarchisten, maar als gevolg van de Amerikaanse Burgeroorlog groeide de roep om een republiek als staatsvorm. |
|  | *La Mort de Tibere (Musée des Augustins, Toulouse) Het schilderij toont de moord op keizer Tiberius, gepleegd door een commandant van de keizerlijke lijfwacht. Laurens verkoos voor deze verbeelding van de dood van de keizer, hoewel er ook bronnen zijn, die suggereren, dat Tiberius op natuurlijke wijze overleed. |
|  | * L'Excommunication de Robert le Pieux (Musée d'Orsay, Parijs) Op het schilderij zijn koning Robert de Vrome en zijn echtgenote Bertha van Bourgondië afgebeeld nadat zij door de paus zijn geëxcommuniceerd. |

- Biblioteca Nacional de España: XX5493007
- Bibliothèque nationale de France: cb11911310f (data)
- Stuttgart Database of Scientific Illustrators 1450–1950: 6158
- Gemeinsame Normdatei: 12010847X
- International Standard Name Identifier: 0000 0000 7140 8645
- KulturNav: 90a41fb7-c502-419e-854f-65921643489b
- Library of Congress Control Number: nr97017608
- Nationale Bibliotheek van Tsjechië: jx20070404005
- Nationale Bibliotheek van Israël: 987007284192405171
- Nederlandse Thesaurus van Auteursnamen: 072535067
- RKD-Nederlands Instituut voor Kunstgeschiedenis: 48317
- Istituto Centrale per il Catalogo Unico: UFIV131198
- SNAC: w6rb8zfj
- Système universitaire de documentation: 026969114
- Trove: 1506979
- Union List of Artist Names: 500004460
- Virtual International Authority File: 41842598
- WorldCat: E39PBJhmQQ9hbFFjJhtW3YV9jC